# Augusto Aragón
Augusto Bergelio Aragón Bautista (Esmeraldas, Ecuador; 13 de enero de 1986), más conocido como Augusto Aragón, es un árbitro de fútbol ecuatoriano. Es árbitro internacional FIFA desde 2020.

## Trayectoria
Augusto Aragón Bautista es un árbitro ecuatoriano que nació en la ciudad de Esmeraldas en enero de 1986, estudió Cultura Física y obtuvo el título de Licenciado en Cultura Física, es el segundo árbitro esmeraldeño en la historia del arbitraje ecuatoriano en obtener la escarapela FIFA, después de Segundo Jackson Díaz. Ha dirigido varios partidos nacionales e internacionales, debutó en el año 2017 y es internacional FIFA desde 2020, así ha dirigido varios partidos de Copa Conmebol Libertadores, Copa Conmebol Sudamericana, de igual manera ha dirigido varios partidos en el Campeonato Ecuatoriano de Fútbol y Copa Ecuador.

## Internacional
En el plano internacional tuvo su primera participación en 2019, en el Campeonato Sudamericano Sub-15 que se disputó en Paraguay y debutó en el año 2020 en la Copa Sudamericana y Copa Libertadores. En 2023 fue parte del Mundial Sub-17 organizado por FIFA en Indonesia.

### Participaciones en Copas del Mundo Sub-17
| Copa Mundial de Fútbol Sub-17 de 2023 – Indonesia | Copa Mundial de Fútbol Sub-17 de 2023 – Indonesia | Copa Mundial de Fútbol Sub-17 de 2023 – Indonesia | Copa Mundial de Fútbol Sub-17 de 2023 – Indonesia | Copa Mundial de Fútbol Sub-17 de 2023 – Indonesia | Copa Mundial de Fútbol Sub-17 de 2023 – Indonesia | Copa Mundial de Fútbol Sub-17 de 2023 – Indonesia | Copa Mundial de Fútbol Sub-17 de 2023 – Indonesia |
| Fecha                                             | Partido                                           | Sede                                              | Fase                                              | Amonestado                                        | Otorgado · Otorgado otra vez · Expulsado          | Expulsado                                         | Anotado · Penal                                   |
| ------------------------------------------------- | ------------------------------------------------- | ------------------------------------------------- | ------------------------------------------------- | ------------------------------------------------- | ------------------------------------------------- | ------------------------------------------------- | ------------------------------------------------- |
| 12 de noviembre de 2023                           | México 1 – 3 Alemania                             | Bandung                                           | Fase de grupos                                    | 5                                                 | 0                                                 | 0                                                 | 0                                                 |
| 16 de noviembre de 2023                           | Uzbekistán 2 – 2 España                           | Surakarta                                         | Fase de grupos                                    | 1                                                 | 0                                                 | 0                                                 | 0                                                 |
| 25 de noviembre de 2023                           | Malí 1 – 0 Marruecos                              | Surakarta                                         | Cuartos de final                                  | 2                                                 | 0                                                 | 0                                                 | 0                                                 |

### Participaciones en Campeonatos Sudamericanos
| Campeonato Sudamericano de Fútbol Sub-15 de 2019 – Paraguay | Campeonato Sudamericano de Fútbol Sub-15 de 2019 – Paraguay | Campeonato Sudamericano de Fútbol Sub-15 de 2019 – Paraguay | Campeonato Sudamericano de Fútbol Sub-15 de 2019 – Paraguay | Campeonato Sudamericano de Fútbol Sub-15 de 2019 – Paraguay | Campeonato Sudamericano de Fútbol Sub-15 de 2019 – Paraguay | Campeonato Sudamericano de Fútbol Sub-15 de 2019 – Paraguay | Campeonato Sudamericano de Fútbol Sub-15 de 2019 – Paraguay |
| Fecha                                                       | Partido                                                     | Sede                                                        | Fase                                                        | Amonestado                                                  | Otorgado · Otorgado otra vez · Expulsado                    | Expulsado                                                   | Anotado · Penal                                             |
| ----------------------------------------------------------- | ----------------------------------------------------------- | ----------------------------------------------------------- | ----------------------------------------------------------- | ----------------------------------------------------------- | ----------------------------------------------------------- | ----------------------------------------------------------- | ----------------------------------------------------------- |
| 22 de noviembre de 2019                                     | Bélgica 2 – 1 Perú                                          | Luque                                                       | Fase de grupos                                              | 0                                                           | 0                                                           | 0                                                           | 0                                                           |
| 30 de noviembre de 2019                                     | Bolivia 0 – 2 Venezuela                                     | Luque                                                       | Fase de grupos                                              | 3                                                           | 0                                                           | 0                                                           | 0                                                           |
| Campeonato Sudamericano de Fútbol Sub-17 de 2023 – Ecuador  |                                                             |                                                             |                                                             |                                                             |                                                             |                                                             |                                                             |
| Fecha                                                       | Partido                                                     | Sede                                                        | Fase                                                        | Amonestado                                                  | Otorgado · Otorgado otra vez · Expulsado                    | Expulsado                                                   | Anotado · Penal                                             |
| 2 de abril de 2023                                          | Bolivia 0 – 1 Argentina                                     | Guayaquil                                                   | Fase de grupos                                              | 5                                                           | 0                                                           | 1                                                           | 0                                                           |
| 6 de abril de 2023                                          | Perú 0 – 3 Argentina                                        | Guayaquil                                                   | Fase de grupos                                              | 4                                                           | 0                                                           | 0                                                           | 0                                                           |
| 14 de abril de 2023                                         | Argentina 2 – 1 Venezuela                                   | Quito                                                       | Fase final                                                  | 6                                                           | 0                                                           | 0                                                           | 0                                                           |
| Torneo Preolímpico Sudamericano Sub-23 de 2024 – Venezuela  |                                                             |                                                             |                                                             |                                                             |                                                             |                                                             |                                                             |
| Fecha                                                       | Partido                                                     | Sede                                                        | Fase                                                        | Amonestado                                                  | Otorgado · Otorgado otra vez · Expulsado                    | Expulsado                                                   | Anotado · Penal                                             |
| 27 de enero de 2024                                         | Paraguay 1 – 0 Perú                                         | Valencia                                                    | Fase de grupos                                              | 5                                                           | 0                                                           | 0                                                           | 0                                                           |
| 2 de febrero de 2024                                        | Chile 2 – 1 Paraguay                                        | Caracas                                                     | Fase de grupos                                              | 2                                                           | 0                                                           | 0                                                           | 0                                                           |
| 5 de febrero de 2024                                        | Argentina 2 – 2 Venezuela                                   | Caracas                                                     | Fase final                                                  | 4                                                           | 1                                                           | 2                                                           | 1                                                           |

## Estadísticas
| Competición                                                             | Organizador | Años  | PD  | Amonestado | Prom. | Expulsado | Prom. |
| ----------------------------------------------------------------------- | ----------- | ----- | --- | ---------- | ----- | --------- | ----- |
| Serie A de Ecuador                                                      | FEF–LigaPro | 2017– | 91  | 502        | 5,52  | 53        | 0,58  |
| Serie B de Ecuador                                                      | FEF–LigaPro | 2019– | 12  | 84         | 7     | 6         | 0,5   |
| Copa Ecuador                                                            | FEF         | 2019– | 4   | 19         | 4,75  | 2         | 2     |
| Supercopa de Ecuador                                                    | FEF         |       | 0   | 0          | 0     | 0         | 0     |
| Copa Conmebol Libertadores                                              | Conmebol    | 2020– | 6   | 31         | 5,16  | 1         | 0,16  |
| Copa Conmebol Sudamericana                                              | Conmebol    | 2020– | 12  | 63         | 5,25  | 3         | 0,25  |
| Sudamericano Sub-15                                                     | Conmebol    | 2019  | 2   | 3          | 1,5   | 0         | 0     |
| Sudamericano Sub-17                                                     | Conmebol    | 2023  | 3   | 15         | 5     | 1         | 0,33  |
| Preolímpico Sub-23                                                      | Conmebol    | 2024  | 3   | 12         | 4     | 3         | 1     |
| Copa Mundial de Fútbol Sub-17                                           | FIFA        | 2023  | 3   | 8          | 2,67  | 0         | 0     |
| Total                                                                   | Total       | 2017– | 136 | 737        | 5,42  | 69        | 0,51  |
| Datos actualizados al último partido arbitrado el 5 de febrero de 2024. |             |       |     |            |       |           |       |